# Die Tore der Welt (Spiel)
Die Tore der Welt ist ein Gesellschaftsspiel von Michael Rieneck und Stefan Stadler, das 2009 im Kosmos-Verlag erschien. Es greift die Thematik des gleichnamigen Romans von Ken Follett auf. Gespielt wird mit zwei bis vier Spielern, eine Partie dauert etwa 90 bis 120 Minuten. Als Zielgruppe werden Spieler ab zwölf Jahren angegeben.

## Hintergrundgeschichte
Die Tore der Welt spielt 1337 bis 1361 in England. Vor 200 Jahren hat ein Prior in der fiktiven Stadt Kingsbridge eine neue Kathedrale erbauen lassen, was die Handlung von Die Säulen der Erde ist. Die Spieler werden Bauern, Wollhändler und Baumeister und streben nach Wohlstand und Ansehen. Die Spieler müssen den eigenen Lebensunterhalt verdienen; ein frommer und loyaler Lebenswandel bringt sie vorwärts. Nahrung und Einkommen sind in Zeiten der Pest knapp und der König will mit Steuern seine Kriege finanzieren.

## Spielablauf
Das Spiel ist in vier Kapitel unterteilt, in jedem werden sechs Runden gespielt. In jedem Kapitel vergehen mehrere Jahre, in den sich die Spieler an Bauvorhaben beteiligen können, um Siegpunkte zu erlangen. Nach jedem Kapitel müssen Abgaben geleistet werden. Ab dem zweiten Kapitel bricht die Pest aus. Die medizinische Versorgung erkrankter Einwohner bringen zusätzliche Siegpunkte.
Zu Beginn einer jeden Runde wird eine Ereigniskarte aufgedeckt, dessen Ereignis sofort ausgeführt. Ereignisse können einmalig oder dauerhaft sein. Danach wird die Karte ausgerichtet, denn dadurch wird das Einkommen für die Mitspieler festgelegt. Das Einkommen wird anschließend verteilt. Der Vorrat der Spieler wird, für die anderen nicht sichtbar, hinter den Sichtblenden aufbewahrt. Mit der Ausrichtung der Ereigniskarte wird der Gunststein auf dem Gunstbogen vorgerückt und der aktive Spieler erhält den Vorteil, der auf dem Gunstfeld angezeigt wird.
In der nächsten Phase der Runde legen alle Spieler nacheinander eine ihrer Aktionskarten aus. Dadurch erhält der jeweilige Spieler weitere Einkommen oder kann Baumaterial auf den Bauvorhaben platzieren oder er kann Wolle und Tuch verkaufen. Am Ende einer Runde werden dauerhafte Ereigniskarten an den Spielfeldrand gelegt, da sie bis zum Ende des laufenden Kapitels gelten. Danach beginnt die nächste Runde.
Nach jeweils sechs Runden endet ein Kapitel. Zunächst werden auf alle begonnenen Bauvorhaben ein weiteres Baumaterial platziert und sämtliche Ereigniskarten und Abdeckplättchen werden vom Spielplan entfernt. Alle Spieler müssen als Pflichtabgabe je zwei Frömmigkeit und Getreide abgeben. Können sie das nicht, verlieren sie entsprechend Siegpunkte. Mit dem Steuerwürfel wird die Höhe der Steuern zwischen 2 und 5 Geld ermittelt. Auch hier verlieren die Spieler Siegpunkte, wenn sie die Abgaben nicht bezahlen können.
Das Spiel endet nach vier Kapiteln und der Spieler mit den meisten Siegpunkten gewinnt.

## Spielmaterial
Die Spielsteine und -figuren sind in Holz gefertigt. Weiteres Zubehör ist in Stanzbögen aus Pappe gefertigt.